# Missing (série, 2017)
Pour les articles homonymes, voir Missing.
Missing (en suédois : Saknad)  est une série télévisée suédoise de 2016. La série a été diffusée sur C More en janvier 2017 et sur TV4 en octobre-novembre de la même année. Le réalisateur de la série est Colin Nutley.

## Synopsis
La série se déroule dans la ville fictive de Bogesund, située dans la région de la "Bibelbältet" (littéralement « la ceinture de la Bible ») en Suède.

## Distribution
- Helena Bergström : Maja Silver
- Johan Widerberg : Stein,  pasteur
- Samuel Fröler : Dan Berglund
- Molly Nutley : Becky Ekelöf
- Julia Dufvenius : Emma Hertz
- Gustav Levin : John Erlander

## Production
Le tournage a commencé le 1er février 2016.  Dans un poste de police désaffecté à Ektorp à l' extérieur de Stockholm a été utilisé . 